# فرانسوا دمول
فرانسوا دمول (فرانسوی: François Demol‎; ۱۹ اوت ۱۸۹۵ – ۱۴ فوریهٔ ۱۹۶۶) بازیکن فوتبال اهل بلژیک بود.
از باشگاه‌هایی که در آن بازی کرده‌است می‌توان به باشگاه فوتبال یونیون سنت ژیل اشاره کرد.
وی همچنین در تیم ملی فوتبال بلژیک بازی کرده‌است.